# Lunohod 1
Lunohod 1 (în rusă Луноход-1, în traducere „Lunamobil 1”), cunoscut și cu numele de Аппарат 8ЕЛ № 203 („Dispozitivul 8EL No. 203”), a fost primul rover robotic pe Lună și primul care s-a deplasat pe suprafața unui alt corp ceresc decât Pământul. Lansat de Uniunea Sovietică, a făcut parte din programul roverilor Lunohod. Nava spațială Luna 17 a adus Lunohod 1 pe Lună în 1970. Lunohod 0 (nr. 201), prima încercare de a aseleniza cu un rover, a fost lansat în februarie 1969, dar nu a reușit să ajungă pe orbita Pământului.
Deși proiectat doar pentru o viață de trei zile lunare (aproximativ trei luni pământești), Lunohod 1 a funcționat pe suprafața lunară timp de unsprezece zile lunare (321 de zile pământești) și a parcurs o distanță totală de 10,54 km.

## Descrierea roverului
Lunohod 1 a fost un vehicul lunar format dintr-un compartiment asemănător cuvei cu un capac mare convex pe opt roți acționate independent. Lungimea sa era de 2,3 m.
Lunohod 1 era echipat cu o antenă în formă de con, o antenă elicoidală foarte direcțională, patru camere de televiziune și dispozitive speciale extensibile pentru a testa densitatea și proprietățile mecanice ale solului lunar.
Avea și un spectrometru cu raze X, un telescop cu raze X, detectoare de raze cosmice și un retroreflector laser (furnizat de Franța).
Vehiculul era alimentat de baterii care erau reîncărcate în timpul zilei lunare printr-o matrice de celule solare montată pe partea inferioară a capacului. Pentru a putea lucra în vid, s-a folosit lubrifiant special pe bază de fluor pentru piesele mecanice, iar motoarele electrice (câte unul în fiecare butuc de roată) se aflau în recipiente sub presiune.
În timpul nopților lunare capacul era închis, iar o unitate de încălzire cu radioizotopi de poloniu-210 menținea componentele interne la temperatura de funcționare.